# Commelina ussilensis
Commelina ussilensis là một loài thực vật có hoa trong họ Commelinaceae. Loài này được Schweinf. mô tả khoa học đầu tiên năm 1894.